# Championnat de Belgique de rugby à XV 2018-2019
 (signalé en mai 2025).
Si vous disposez d'ouvrages ou d'articles de référence ou si vous connaissez des sites web de qualité traitant du thème abordé ici, merci de compléter l'article en donnant les références utiles à sa vérifiabilité et en les liant à la section « Notes et références ».
- Archive Wikiwix
- Bing
- Cairn
- DuckDuckGo
- E. Universalis
- Gallica
- Google
- G. Books
- G. News
- G. Scholar
- Persée
- Qwant
- (zh) Baidu
- (ru) Yandex
- (wd) trouver des œuvres sur Wikidata

Navigation
Championnat 2017-2018 Championnat 2019-2020
Le championnat de Belgique de rugby à XV 2018-2019, appelé Bofferding Rugby League du nom de son sponsor, oppose les huit meilleures équipes belges de rugby à XV. 

## Liste des équipes en compétition
Le Rugby Club Frameries, vainqueur de la division 2, est promu en première division et remplace le RCF Liège. La compétition oppose pour la saison 2018-2019 les huit meilleures équipes belges de rugby à XV :
| Équipes              | Ville               | Stade                    |
| -------------------- | ------------------- | ------------------------ |
| ASUB Rugby Waterloo  | Waterloo            | Stade du Pachy           |
| Boitsfort RC         | Watermael-Boitsfort | Plateau de la Foresterie |
| Rugby Club Frameries | Frameries           | Stade Louis Piérard      |
| RC La Hulpe          | La Hulpe            | Stade du Brésil          |
| Dendermondse RC      | Termonde            | Sportcomplex Sint-Gillis |
| Kituro RC            | Schaerbeek          | Complexe Wahis           |
| RC Soignies          | Soignies            | Chemin Tour Lette        |
| Ottignies RC         | Ottignies           | Stade Baudoin 1er        |

## Résumé des résultats

### Classement de la phase régulière
| Rang | Club               | J  | V  | N | D  | Bo | Bd | Pm  | Pe  | Diff | Pts |
| ---- | ------------------ | -- | -- | - | -- | -- | -- | --- | --- | ---- | --- |
| 1    | La Hulpe           | 14 | 13 | 0 | 1  | 8  | 0  | 494 | 164 | +330 | 60  |
| 2    | RC Soignies        | 14 | 10 | 0 | 4  | 9  | 1  | 433 | 308 | +125 | 50  |
| 3    | Ottignies RC       | 14 | 9  | 0 | 5  | 7  | 4  | 412 | 254 | +158 | 47  |
| 4    | Dendermonde RC (T) | 14 | 7  | 0 | 7  | 8  | 4  | 439 | 312 | +127 | 40  |
| 5    | ASUB Waterloo      | 14 | 8  | 0 | 6  | 3  | 3  | 308 | 231 | +77  | 38  |
| 6    | Kituro RC          | 14 | 7  | 0 | 7  | 4  | 1  | 285 | 352 | -67  | 33  |
| 7    | Boitsfort RC       | 14 | 1  | 0 | 13 | 4  | 1  | 240 | 464 | -224 | 9   |
| 8    | RC Frameries (P)   | 14 | 1  | 0 | 13 | 0  | 0  | 107 | 633 | -526 | 4   |

|  | Qualifiés pour la phase finale (no 1, no 2, no 3, no 4) |
|  | Barrage face au 2e de Division 2 (no 7).                |
|  | Relégué (no 8)                                          |
|  | T : tenant du titre 2018 • P : promu 2018               |

Attribution des points : victoire sur tapis vert : 5, victoire : 4, match nul : 2, défaite : 0, forfait : -2 ; plus les bonus (offensif : 4 essais marqués ; défensif : défaite par 7 points d'écart ou moins).
Règles de classement : ?

### Phases finales
Les quatre premiers de la phase régulière sont qualifiés pour les demi-finales. L'équipe classée première affronte à domicile celle classée quatrième alors que la seconde reçoit la troisième.
|  | Demi-finales   | Demi-finales   |          |    | Finale         | Finale         |
|  | Demi-finales   | Demi-finales   |          |    | Finale         | Finale         |
|  |                |                |          |    |                |                |
|  | le 12 mai 2019 | le 12 mai 2019 |          |    | le 18 mai 2019 | le 18 mai 2019 |
|  | le 12 mai 2019 | le 12 mai 2019 |          |    | le 18 mai 2019 | le 18 mai 2019 |
|  | La Hulpe       | 20             |          |    | le 18 mai 2019 | le 18 mai 2019 |
|  | La Hulpe       | 20             |          |    | le 18 mai 2019 | le 18 mai 2019 |
|  | Dendermondse   | 10             |          |    | le 18 mai 2019 | le 18 mai 2019 |
|  | Dendermondse   | 10             | La Hulpe | 18 |                |                |
|  | le 5 mai 2019  |                | La Hulpe | 18 |                |                |
|  |                | Soignies       | 13       |    |                |                |
|  | Soignies       | Soignies       | 13       | 17 |                |                |
|  | Soignies       |                |          | 17 |                |                |
|  | Ottignies      | 10             |          |    |                |                |
|  | Ottignies      | 10             |          |    |                |                |